# دوري اسطنبول لكرة القدم 1913–14
دوري اسطنبول لكرة القدم 1913–14 هو موسم من دوري اسطنبول لكرة القدم ‏. فاز فيه نادي فناربخشه.